# Qoryooley

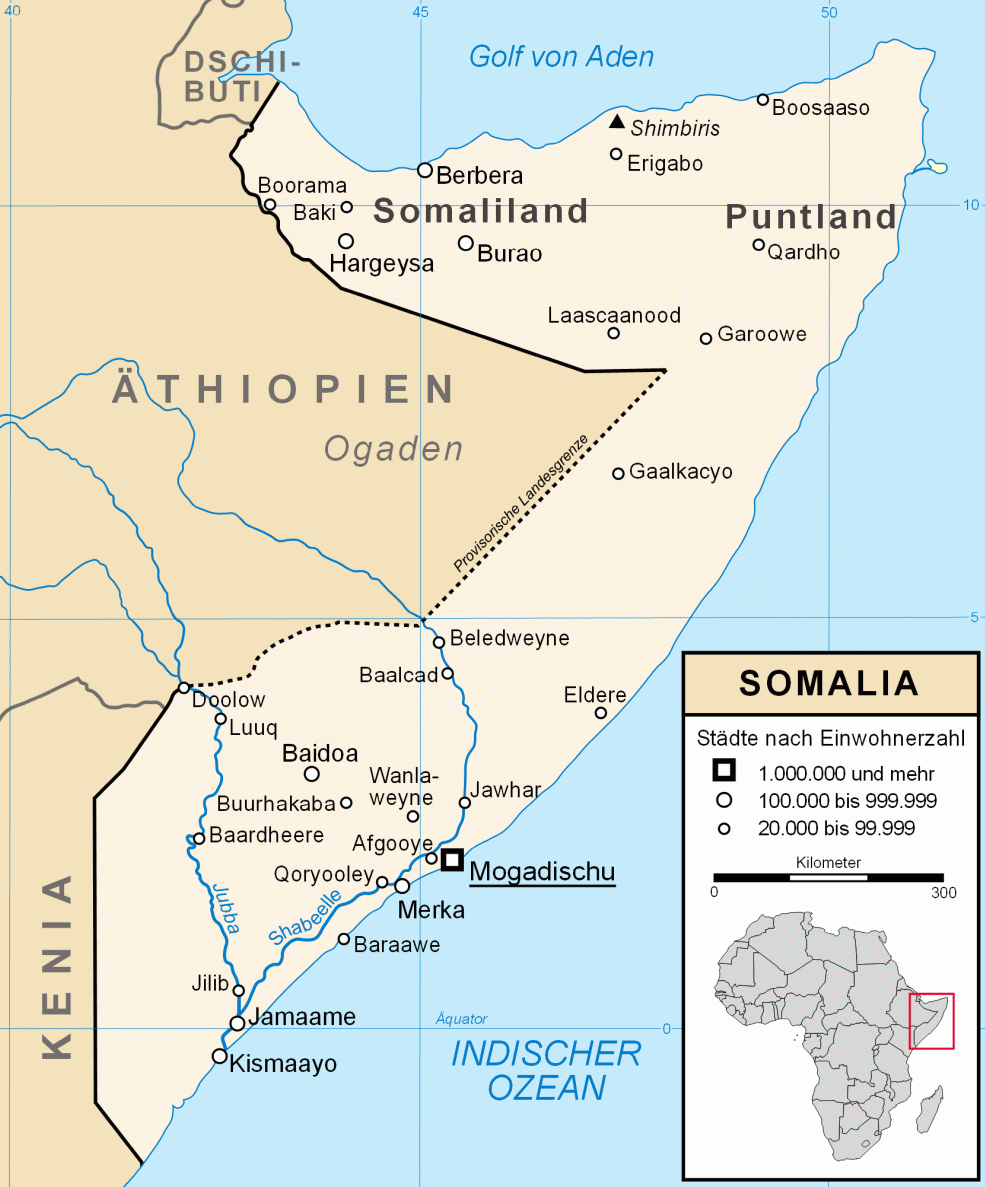
Karte Somalias

Qoryooley (auch Qorioley, Coriole oder Koriolei geschrieben) ist eine Stadt im Süden Somalias mit etwa 52.000 Einwohnern. Sie liegt am Fluss Shabeelle in der Region Shabeellaha Hoose.
Die Stadt ist Sitz des Jiidu (Jiddu)-Sultanats. Sie hatte etwa 4.000 bis 5.000 Einwohner, bis in den 1980er-Jahren rund 20.000 Flüchtlinge aus Äthiopien (Ogadeni sowie Oromo, die nach dem Ogadenkrieg nach Somalia geflohen waren) im Rahmen des Qorioley Refugee Agriculture Project angesiedelt wurden.
Den Flüchtlingen sollte in diesem relativ niederschlagsreichen Gebiet, das zudem mit Wasser aus dem Shabeelle gut versorgt ist, mit bewässerter Landwirtschaft eine neue Existenz aufgebaut werden. Dies geschah mit Hilfe von USAID, Save the Children und des UNHCR. Allerdings diente das Projekt vor allem auch zur Bereicherung korrupter Politiker unter der Diktatur von Siad Barre. Die Flüchtlinge wurden zwar untergebracht und mit Lebensmitteln versorgt, doch eigentliche Entwicklungsprojekte waren bis 1985 trotz ausreichend zur Verfügung gestellten Geldern kaum vorangekommen. Lediglich die Bewässerungskanäle waren bereits zuvor gegraben worden. Dies führte zu Demoralisierung unter den Flüchtlingen. Von diesen waren zudem viele ehemalige Nomaden, die Sesshaftigkeit und Ackerbau skeptisch gegenüberstanden.
Nach Ausbruch des Bürgerkrieges wurden die landwirtschaftlichen Anlagen wie in anderen Teilen Südsomalias geplündert und zerstört, was zur Hungersnot Anfang der 1990er-Jahre führte.